# تادئوس توشیان

تادئوس هوهانسی توشیان (ارمنی: Թադևոս Հովհաննեսի Թոշյան؛ زادهٔ ۱۸۷۹ – درگذشته ۱۹۳۷) سیاستمدار اهل ارمنستان بود که  سمت وزارت کشاورزی ارمنستان را برعهده داشت.

## زندگی‌نامه
در ۱۸۷۹ به دنیا آمد   وی در ۱۹۳۷ در سن ۵۸ سالگی درگذشت